# Кубелка, Томаш
Томаш Кубелка (чеш. Tomáš Kubelka; 14 декабря 1768, Збраслав, ныне в составе Праги — 29 декабря 1836, Прага) — чешский писатель
 и поэт.
Издал 30 разных сочинений для детей и для народа, среди них сборник стихов «Květinky květnému a čilému stáří obětované» (1823), книги прозы «Hyrlanda, vévodkyně z Bretaně aneb Tak vítězí ctnost a nevinnost», «Nevím aneb Následky z nevědomosti», «Chlebíček ho vysvobodil», «Krátké povídky». Переводил на чешский язык сочинения Геллерта, Кристофа фон Шмида и др. В 1804—1812 гг. редактировал газету «Noviny poštovské».